# Grad Rakovnik, Šentrupert

Grad Rakovnik (nemško Kroissenbach) se je nahajal na Rakovniku pri Šentrupertu na Dolenjskem.

## Zgodovina
Od 12. stoletja je stal v neposredni bližini dvorca Dob in so ga upravljali vitezi Rakovniški (okoli leta 1193 je v zgodovinskih virih omenjen vitez Heinricus de Chreuzenbach, pred njim pa vitez Witmar). Leta 1414 je grad omenjen kot Chrewsenpach, trideset let pozneje pa s slovenskim imenom Rekonikg.
V 15. stoletju so grad imeli baroni Auerspergi, konec 16. stoletja pl. Apfaltrerji (od leta 1585 Andrej pl. Apfaltrer z Roj in Rakovnika), nato pa pl. Gusiči (od leta 1614) in Tadjoloviči. Nikolaj Tadjolovič si je delil gospoščino z baronom Jurijem Sigmundom Valvasorjem, od njiju pa je grad leta 1640 odkupil baron Janez Ludvik Gall. Leta 1665 je gospoščino kupil grof Maksimilijan Valerij Barbo Waxenstein iz znane beneške patricijske rodbine. Po njegovi smrti 16. oktobra leta 1699 je gospostvo podedoval njegov sin Andrej Danijel, ki je umrl pred letom 1752 in gospostvo zapustil svojemu sinu Joštu Vajkardu. V lasti grofov Barbo je bil Rakovnik do druge svetovne vojne, ko so ga leta 1943 požgali partizani. Vidnih je še nekaj razvalin.

## Arhitektura
Maksimilijan Valerij Barbo Waxenstein je predelal prvotno grajsko poslopje v udobno rezidenco z osrednjo pravokotno in tri nadstropja visoko gosposko stavbo, ki jo je oklepalo šest različno visokih in deloma arkadiranih traktov, na vogalih zasnove pa so bili štirje obrambni stolpi. Pozneje so grajsko stavbo predelali v dvonadstropno štiritraktno poslopje pravokotnega, a zelo razgibanega tlorisa. Gosposka stavba je bila poudarjena z osrednjim in stranskima rizalitoma, prav tako vzporedna stavba, vhodni trakt je bil nadstropje nižji, nasproti njega pa je v enonadstropnem traktu bila pozidana grajska kapela. Dvorišče so na dveh straneh obtekali arkadni hodniki. Grad je obkrožal grajski park.